# Río Palatá
El río Palatá (en bielorruso: Палата, en ruso: Полота) es un río de Rusia y Bielorrusia y afluente del río Daugava. Nace en Rusia y fluye a través del norte de Bielorrusia para desembocar en el Daugava en Pólatsk.

## Geografía

### Principales afluentes
- Por la derecha:

- río Liútaya (Лютая)
- río Stradan (Страдань)

- Por la izquierda

- río Trosnitsa (Тросница)
- río Chertovka (Чертовка)

### Ciudades que atraviesa
- en Bielorrusia: Pólatsk